# International Boundary Marker Nr. 1
Der International Boundary Marker Nr. 1, in etwa Internationaler Grenzstein Nr. 1, ist ein Grenzstein an der Grenze zwischen den Vereinigten Staaten und Mexiko. Er befindet sich an der Stelle, wo die Grenze zwischen den beiden Staaten den Rio Grande verlässt und über Land nach Westen führt. Es handelt sich um den ersten Grenzstein in diesem Abschnitt.
Der Grenzstein ist als Denkmal ausgearbeitet und erinnert auch an die Leistung der US-amerikanischen Landvermesser, den genauen Verlauf der Grenze zwischen den beiden Ländern festzustellen. Er ist deshalb ein ingenieurtechnisches Denkmal der Vermessungstechnik und in das Register der geschichtlich bedeutsamen Orte aufgenommen.

## Geschichte
Der Vertrag von Guadalupe Hidalgo beendete 1848 den Mexikanisch-Amerikanischen Krieg. Mexiko musste den USA ein riesiges Gebiet abtreten, das sich von Texas nach Westen bis zum Pazifischen Ozean und nach Norden bis zum heutigen Bundesstaat Wyoming erstreckte. Östlich von El Paso war der Rio Grande als Grenzfluss festgelegt,  westlich war der Verlauf der Grenze nicht genau erkennbar, weshalb er von William Hemsley Emory und der Emory-Salazar-Kommission vermessen wurde. Die Vermessung erfolgte in nicht erforschtem Gebiet über eine Distanz von etwa 3200 km und wurden in den Jahren 1848 bis 1853 ausgeführt.